# Afribactrus
Afribactrus là một chi nhện trong họ Linyphiidae.